# Serhij Kirsanov
Serhij Fedorovytj Kirsanov (ukrainska: Сергій Федорович Кірсанов, ryska: Сергей Фёдорович Кирсанов: Sergej Fjodorovitj Kirsanov), född den 2 januari 1963 i Sevastopol på Krim i Ukrainska SSR i Sovjetunionen (nu Ukraina), är en ukrainsk före detta kanotist som tävlade för Sovjetunionen.
Han tog OS-silver i K-4 1000 meter i samband med de olympiska kanottävlingarna 1988 i Seoul.